# Eusandalum hedqvisti
Eusandalum hedqvisti är en stekelart som beskrevs av Boucek 1976. Eusandalum hedqvisti ingår i släktet Eusandalum och familjen hoppglanssteklar. Inga underarter finns listade i Catalogue of Life.